# Tändzin Gjamccho
Džampal Ngawang Lozang Ješe Tändzin Gjamccho, většinou jen Tändzin Gjamccho, (tibetsky བསྟན་འཛིན་རྒྱ་མཚོ་; * 6. července 1935, Tagccher, Amdo, Tibet) je 14. tibetský dalajláma. Do roku 2011, kdy se vzdal svých politických funkcí, byl hlavou Ústřední tibetské správy sídlící v indické Dharamsale. Tibeťané jej tradičně považují za převtělence předchozího dalajlámy, je považován za duchovního vůdce Tibeťanů. Tändzin Gjamccho je nejvýznamnějším představitelem školy Gelug a jeho vliv zasahuje i do dalších škol tibetského buddhismu. Čínská vláda, která roku 1951 anektovala Tibet, jej považuje za symbol zastaralého teokratického systému. Byl přítelem prezidenta Havla a Československo/Českou republiku navštívil jedenáctkrát v průběhu let 1990 až 2016. 
Tändzin Gjamccho se narodil jako páté z šestnácti dětí v zemědělské rodině ve vesničce Tagccher v tibetské provincii Amdo (dnešní Čching-chaj). Jeho rodný jazyk je proto jeden z místních dialektů. Ve dvou letech byl rozpoznán coby nový dalajláma. 17. listopadu 1950 byl uveden do své funkce, během nepokojů v Tibetu v roce 1959 dalajláma odešel do indické Dharamsaly, kde přebývá dodnes. V roce 2011 oddělil instituci dalajlámy od světské moci tím, že politické vedení exilových Tibeťanů předal mezi exilovými Tibeťany volenému politickému vůdci. Zůstává však duchovním vůdcem tibetského národa.   
Aktivně šíří buddhistické učení po celém světě a je vůbec prvním dalajlámou, který cestoval do Západního světa. Obdržel řadu ocenění, v roce 1989 Nobelovu cenu míru. V myšlenkové rovině se považuje za marxistu, ačkoliv uznává, že v praxi tato ideologie nemůže fungovat. Prosazuje skutečnou kulturní, náboženskou, jazykovou a správní autonomii Tibetu jako součásti Číny.

## Život

### Dětství a mládí
Tändzin Gjamccho se narodil jako Lhamo Döndub chudé rolnické rodině v malé vesničce Tagccher v tibetské provincii Amdo. Dnes je vesnice i s danou částí Amda součástí čínské provincie Čching-chaj. Jeho rodiče měli celkem šestnáct dětí a Tändzin Gjamccho byl pátým nejstarším z devíti dětí, které přežily dětství. Jeho nejstarším sourozencem byla sestra Tsering Dolma, která byla o celých osmnáct let starší než on. Tändzinův nejstarší bratr Thupten Jigme Norbu byl ve svých osmi letech rozpoznán jako převtělenec Taktsera Rinpočheho, vysoce postaveného tibetského lamy. Dalajlámova sestra Džebcün Päma ztvárnila v roce 1997 jejich matku ve filmu Sedm let v Tibetu. Jeho další starší bratři jsou Gyalo Döndub a Lobsang Samden.

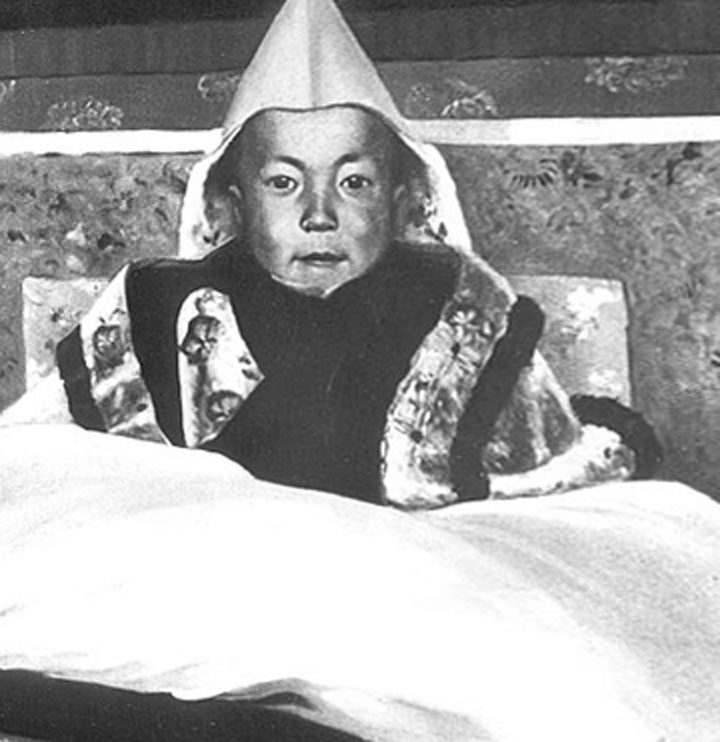
Tändzin Gjamccho v chlapeckých letech

Když byly Tändzinovi Gjamcchovi dva roky, našla jej skupina mnichů pověřená pro vyhledání převtělence 13. dalajlámy. Jednotliví dalajlamové před svou smrtí většinou blíže určí, kde se má hledat jejich nástupce, případně jsou místa hledání určena na základě různých znamení. V případě hledání 14. dalajlámy měla být hlava zesnulého 13. dalajlámy záhadně natočena k severovýchodu i přesto, že měla být původně natočena k jihu. Měla tak naznačovat směr, kde se bude nacházet nový dalajláma. Dále mělo být předpovězeno i místo jeho pobytu. Celé vyhledávání pak proběhlo tradičním způsobem. Poté, co byl Döndub rozpoznán jako převtělenec 13. dalajlámy, byl přejmenován na Džampal Ngawang Lozang Ješe Tändzin Gjamccho. Obvykle označován jen zkráceně Tändzin Gjamccho, oslovován však bývá různě, např. Jeho svatost čtrnáctý dalajláma.
V šesti letech se započalo s Gjamcchovým mnišským vzděláváním. Měl dva hlavní učitele, a to staršího Gjüta Linga Rinpočheho a mladšího Thičhanga Rinpočheho. V jedenácti letech se setkal s rakouským horolezcem Heinrichem Harrerem. Harrer se brzy stal jedním z dalajlámových domácích učitelů, vzdělával jej především ve věcech z „vnějšího světa“, světa mimo Tibet. Harrer s Gjamcchem zůstali přáteli až do Harrerovy smrti v roce 2006. Když v roce 1950 Tibet čelil možnému konfliktu s Čínskou lidovou republikou, byl dalajláma požádán, aby se chopil duchovní i světské moci v Tibetu. Jeho vláda však netrvala dlouho. V říjnu téhož roku zabrala tibetské území Čínská lidově osvobozenecká armáda a dalajlámovo působení v Tibetu v roli světského a duchovního vůdce bylo u konce.

Dalajláma a Mao Ce-tung při oslavě tibetského Nového roku v Pekingu roku 1955

V květnu 1951 byla v Pekingu podepsána tzv. Sedmnáctibodová dohoda, čímž měla být čínsko-tibetská krize zahnána. V září roku 1954 dalajláma společně s pančenlámou navštívil Peking, kde se setkal s představiteli čínské vlády v čele s Mao Ce-tungem. V roce 1959 dalajláma ve svých dvaceti pěti slavnostně zakončil své dlouholeté studium zejména buddhistické nauky a obdržel titul geše. Jen o několik dní později Tibeťané povstali proti čínské okupaci, čímž pro Tibet nastala krizová situace. Dalajláma se rozhodl odejít do exilu, 17. března se proto vydal na cestu do Indie, kam dorazil 31. dne téhož měsíce.

### Indický exil

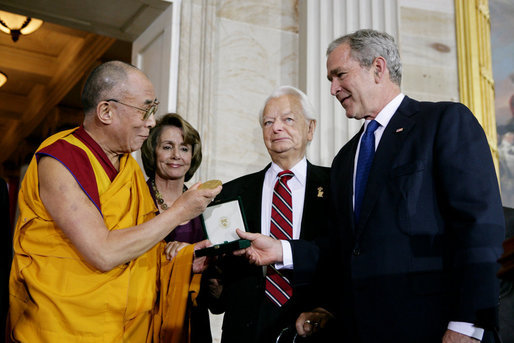
Dalajláma při setkání s Georgem Bushem

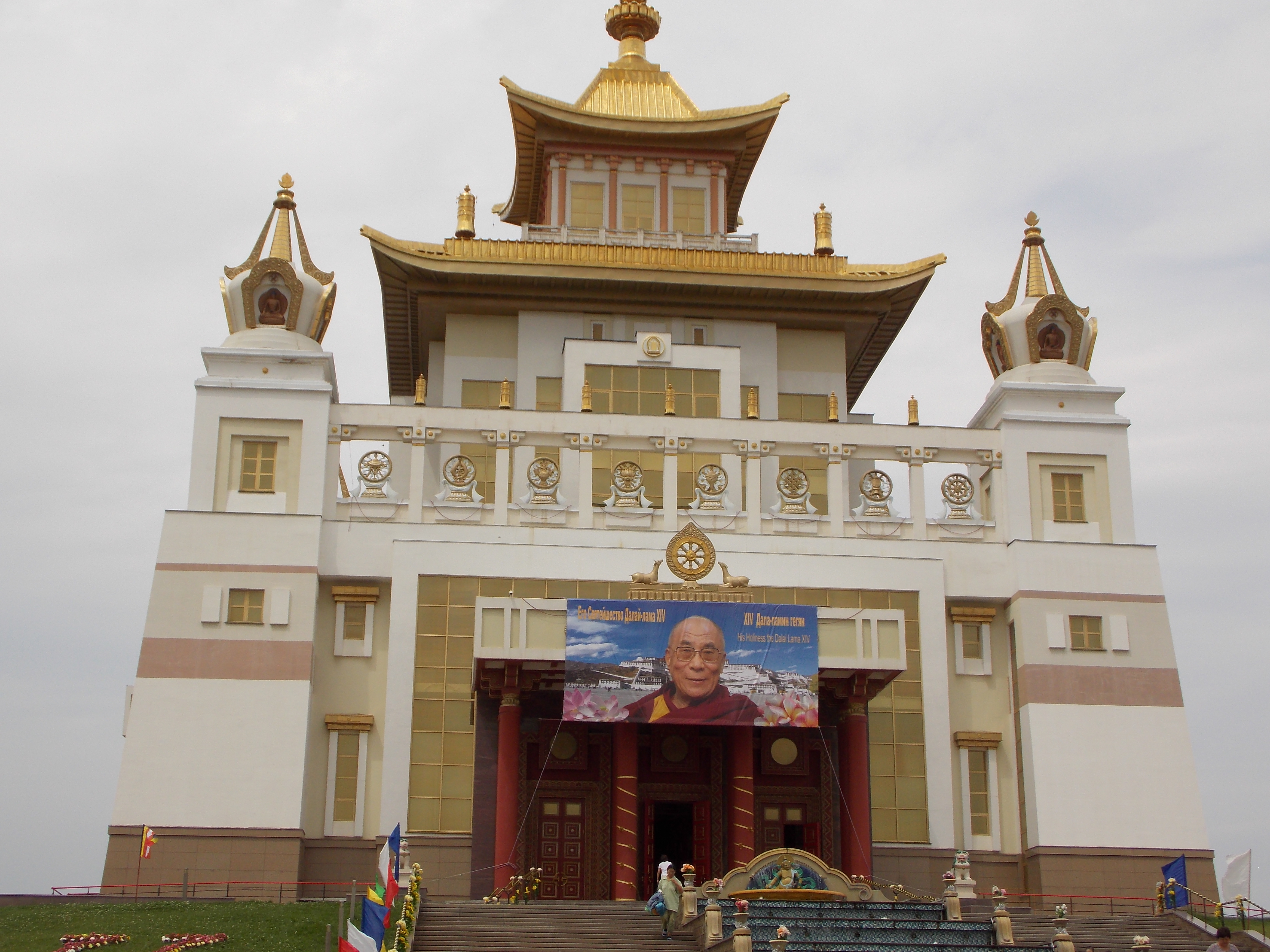
Buddhistický klášter v Kalmycku v Rusku s portrétem dalajlámy

V Indii se dalajláma setkal s Džaváharlálem Néhrúem, na kterého naléhal, aby Indie vyvinula nátlak na čínskou vládu a přinutila ji dát Tibetu autonomní vládu. Nehrú měl později na dalajlámu velký vliv. Ještě v roce 1959 se dalajláma usídlil v malém indickém městě Dharamsala v Himáčalpradéši, kde ustanovil Ústřední tibetskou správu. Ta dodnes funguje coby tibetská exilová vláda a sama se považuje za jedinou oprávněnou vládu Tibetu.
Do Dharamsaly dalajlámu následovalo přibližně 80 000 Tibeťanů. Dalajláma proto zajistil ve městě vzdělávací systém pro tibetské uprchlíky, ve kterém by se tibetské děti učily tibetskému jazyku, dějinám, náboženství a kultuře. Gjamccho se podílel na zakládání různých vzdělávacích zařízení, jako je Centrální institut vyšších tibetských studií či Tibetský institut divadelních umění. Ve snaze zachovat tibetskou kulturu, která je těsně spjata s tibetským buddhismem, podporoval znovuzaložení asi 200 klášterů, jelikož velká část jich byla zničena čínskou armádou.
Dalajláma též naléhal na Organizaci spojených národů, aby se zabývala situací v Tibetu. Výsledkem těchto snah byly tři rezoluce OSN – první byla vydána ještě v roce 1959, další v roce 1961 a 1965. Všechny vyzývají čínskou vládu, aby zajistila dodržování lidských práv Tibeťanů. V roce 1963 dalajláma vydal demokratickou ústavu pro budoucí Tibet, založenou na Všeobecné deklaraci lidských práv.
V průběhu dalších desetiletí dalajláma začal cestovat po celém světě. Setkal s mnohými význačnými politickými, veřejně činnými či církevními představiteli; v roce 1970 se setkal s Pavlem VI., s Janem Pavlem II. se setkal hned několikrát, a to v letech 1980, 1982, 1986, 1988, 1990 a 2003. Pro své mírové aktivity v roce 1989 obdržel Nobelovu cenu míru.
Do roku 2011 byl nejvyšším představitelem a politickým lídrem tibetské exilové komunity, nicméně s platností od srpna 2011 se vzdal pozice hlavy exilového zřízení a ponechal jen roli duchovního vůdce. Z ústavy exilové vlády byly vypuštěny články stanovující jeho pravomoci a postavení nejvyššího orgánu výkonné moci, nicméně i nadále mu zůstalo právo poskytovat rady vládě a jejímu předsedovi. Dále ústava stanovuje, že veškeré výdaje týkající se dalajlámy, včetně jeho osobní bezpečnosti, jsou součástí státního rozpočtu a také, že vyslanci vlády budou označování jako zástupci Jeho Svatosti dalajlámy.
V červnu 2016 se dalajláma setkal s americkým prezidentem Barackem Obamou. Při setkání Obama zopakoval americké stanovisko, že Spojené státy považuji Tibet za součást Čínské lidové republiky a nepodporují tibetskou nezávislost.
V roce 2017 naléhal na myanmarskou vůdkyni Aun Schan Su Ťij, aby zastavila pronásledování muslimské menšiny Rohingyů.
V září 2018 na konferenci ve švédském městě Malmö v době migrační krize dalajláma prohlásil, že Evropa je zodpovědná za uprchlíky a měla by pomoci těm, kteří jsou v životu nebezpečné situaci, poskytnout jim vzdělání. Zároveň ale podotkl, že „Evropa patří Evropanům, uprchlíkům by se mělo jasně říci, že se nakonec musejí vrátit domů.“

### Následnictví
V roce 2019 dalajláma prohlásil, že po jeho smrti by mohl být jeho nástupce nalezen v Indii, neboť je přesvědčen, že nebude reinkarnován v Číně, pokud nebude Tibet svobodný. Dříve také uváděl, že už by žádného nástupce mít neměl a že po téměř pěti stoletích je čas s tradicí skončit.
| „                                                   | Čína považuje reinkarnaci dalajlamy za velmi důležitou. Starají se o příštího dalajlamu víc než o mě... Pokud v budoucnu uvidíte dva dalajlamy, jednoho odsud, ze svobodné země, a jednoho vybraného Číňany, pak tomu druhému nikdo nebude důvěřovat, nikdo ho nebude respektovat... Pokud bude většina Tibeťanů skutečně chtít tuto instituci zachovat, pak zůstane. Pak také přijde na řadu otázka reinkarnace a nástupu patnáctého dalajlamy. | “ |
| — z rozhovoru pro agenturu Reuters, 18. března 2019 | |   |

V roce 2025 vydal dalajláma knihu Voice for the Voiceless (Hlas pro ty, kteří hlas nemají) ve které jasně uvedl, že jeho nástupce se narodí ve „svobodném světě“, který definuje jako mimo Čínu. V knize rovněž uvádí, že Tibeťané po celém světě si přejí, aby instituce dalajlámy pokračovala i po jeho smrti, a že obdržel četné žádosti od širokého spektra Tibeťanů, včetně vysokých mnichů a Tibeťanů žijících jak v Tibetu, tak v zahraničí, aby zajistil pokračování linie.
| „                               | Protože účelem reinkarnace je pokračovat v práci předchůdce, nový dalajláma se narodí ve svobodném světě, aby tradiční poslání dalajlámů – být hlasem univerzálního soucitu, duchovním vůdcem tibetského buddhismu a symbolem Tibetu ztělesňujícím aspirace tibetského lidu – mohlo pokračovat. | “ |
| — The Guardian, 11. března 2025 | |   |

Roku 2025 ukončil spekulace trvající od roku 2019 o způsobu následnictví (reinkarnace). Odpovědnost svěřil organizaci Gaden Phodrang Trust, již založil roku 2015.   Rozhodně zároveň odmítl vměšování Čínské lidové republiky do výlučně tibetských (náboženských) záležitostí.

## Vztah k Česku
Čtrnáctý tibetský dalajláma již několikrát navštívil i Česko. 1. ledna 1990 jej do tehdejšího Československa vůbec poprvé pozval Václav Havel a dalajláma v únoru téhož roku do země zavítal.. V uvítací skupině za Československou stranu byl např. i český mystik a jogín Eduard Tomáš. Dalajlámovy další návštěvy Česka proběhly v letech 1997, 2000, 2002, 2003, 2006, 2008, 2009, 2011, 2013 a 2016. Většinou pořádá různá vystoupení a přednášky, navštěvuje senát, v roce 2004 byl hostem pořadu Na plovárně, v roce 2016 byl hostem Daniela Stacha v pořadu Hyde Park Civilizace. Přítomnost dalajlámy v Česku na Havlova pozvání vyvolávala protestní reakce zejména u českých komunistů a u čínské strany.
Dne 18. října 2016 v reakci na setkání ministra kultury Daniela Hermana s dalajlámou bylo čelními českými představiteli vydáno tzv. „Prohlášení čtyř“ o územní celistvosti Čínské lidové republiky, které bylo kritizováno mnohými politiky, novináři i veřejností. Na obranu Hermana vystoupil například tehdejší ministr financí Andrej Babiš.
V rámci své cesty z japonské světové výstavy Expo v roce 2025 navštívil prezident České republiky Petr Pavel v červenci 2025 indickou Dharamsalu a také město Léh, kde se tou dobou čtrnáctý dalajláma nacházel, byť formou neoficiální osobní cesty mimo hlavní prezidentský program, kde osobně popřál čtrnáctému dalajlámovi k jeho 90. narozeninám a také se setkal s představiteli Ústřední tibetské správy.

## Dílo (výběr)
- Otevírání oka moudrosti
- Cesta k osvícení (s Jeffreym Hopkinsem)
- Cesta ke štěstí (s Howardem C. Cutlerem)
- Cesta ke štěstí v práci (s Howardem C. Cutlerem)
- Cesta ke štěstí v strastiplném světě (s Howardem C. Cutlerem)
- Cesta tibetského buddnismu : konec utrpení a znovunalezení štěstí
- Dobré srdce : buddhistický pohled na Ježíšovo učení
- Co je nejdůležitější : rozhovory o hněvu, soucitu a lidském konání (společně s Noriyukim Uedeou)
- Čtyři vznešené pravdy
- Dzogčhen : Esence srdce velké dokonalosti : dzogčhenové nauky předané na Západě Jeho Svatostí dalajlamou
- Ekologie, etika a změna klimatu : Dalajlama v dialogu se světovými odborníky
- Etika pro nové milénium
- Jeho Svatost dalajláma : Smrt a nesmrtelnost v buddhismu  (s předmluvou Václava Havla)
- Kniha radosti : jak být trvale šťastný v dnešním proměnlivém světě (s arcibiskupem Desmondem Tutu)
- Mými vlastními slovy : uvedení do mého učení a filozofie (s Rajivem Mehrotrou)
- O Tibetu a tibetském buddhismu
- Cesta pravého vůdce : byznys, buddhismus a štěstí ve vzájemně propojeném světě (s Laurensem van den Muyzengergem)
- Dalajlamova knížka o mystice : základy učení (s Renukou Singhem)
- Transformace mysli : Osm veršů o vyvíjení soucitu a transformaci vašeho života
- Léčivá síla meditace : dialog s dalajlámou
- Mosty k porozumění : rozhovory předních vědců s dalajlamou o zkoumání lidské mysli (s Jeremy W. Haywardem a Franciscem J. Varelou)
- Vesmír v jediném atomu : sbližování vědy a spirituality
- Výzva dalajlamy světu : etika je důležitější než náboženství